# 本能のDOUBT
「本能のDOUBT」（ほんのうのダウト）は、飛蘭の7枚目のシングル。2010年11月24日にLantisから発売された。

## 解説
2ヶ月連続リリース第2弾。表題曲「本能のDOUBT」は、切れ味鋭いロックチューンの楽曲で、テレビアニメ『探偵オペラ ミルキィホームズ』のエンディングテーマとして起用された。

## 収録曲
（全作曲・編曲：中山真斗）
1. 本能のDOUBT [4:14]
作詞：こだまさおり
  - テレビアニメ『探偵オペラ ミルキィホームズ』エンディングテーマ
2. 本当の愛を求めて [5:32]
作詞：飛蘭
3. 本能のDOUBT（off vocal）
4. 本当の愛を求めて（off vocal）

## 収録アルバム
| 曲名        | アルバム  | 発売日        | 備考                  |
| ----------- | --------- | ------------- | --------------------- |
| 本能のDOUBT | 『ALIVE』 | 2011年9月21日 | 2ndオリジナルアルバム |